# Presidenti del Senato (Belgio)
Il presidente del Senato del Belgio (in olandese: Voorzitter van de Senaat van België, in francese: Président du Sénat de  Belgique, in tedesco: Präsident des belgischen Senats) è il capo della camera alta del Parlamento federale del Belgio.
È consuetudine che il presidente faccia dipingere il suo ritratto da un artista, nella collezione d'arte del Senato si possono trovare opere famose come i ritratti dipinti da Alfred Cluysenaar.

## Ruolo
Il ruolo del presidente è quello di condurre dibattiti nelle sessioni plenarie e, in generale, di far funzionare la democrazia. Rappresenta anche il Senato alle cerimonie e può anche ricevere personalità straniere (ad esempio il Dalai Lama).

## Elenco
| Presidente | Presidente | Presidente                              | Partito           | Mandato           | Mandato          |
| Presidente | Presidente | Presidente                              | Partito           | Inizio            | Fine             |
| ---------- | ---------- | --------------------------------------- | ----------------- | ----------------- | ---------------- |
|            |            | Goswin de Stassart (1780–1854)          | Indipendente      | 12 settembre 1831 | 14 giugno 1838   |
|            |            | Pierre de Schiervel (1783–1866)         | Indipendente      | 13 novembre 1838  | 27 maggio 1848   |
|            |            | Augustin Dumon-Dumortier (1791–1852)    | Partito Liberale  | 27 giugno 1848    | 28 gennaio 1852  |
|            |            | Eugène de Ligne (1804–1880)             | Partito Liberale  | 25 marzo 1852     | 18 luglio 1879   |
|            |            | Camille de Tornaco (1807–1888)          | Partito Liberale  | 11 novembre 1879  | 8 marzo 1880     |
|            |            | Edmond de Sélys Longchamps (1813–1900)  | Partito Liberale  | 3 agosto 1880     | 28 maggio 1884   |
|            |            | Jules d’Anethan (1803–1888)             | Partito Cattolico | 23 luglio 1884    | 19 agosto 1885   |
|            |            | Charles de Merode (1824–1892)           | Partito Cattolico | 10 novembre 1885  | 6 aprile 1892    |
|            |            | Henri t'Kint de Roodenbeke (1817–1900)  | Partito Cattolico | 26 aprile 1892    | 10 novembre 1899 |
|            |            | Joseph d'Ursel (1848–1903)              | Partito Cattolico | 14 novembre 1899  | 15 novembre 1903 |
|            |            | Henri de Merode (1856–1908)             | Partito Cattolico | 2 dicembre 1903   | 13 luglio 1908   |
|            |            | Alfred Simonis (1842–1931)              | Partito Cattolico | 28 agosto 1908    | 5 agosto 1911    |
|            |            | Paul de Favereau (1856–1922)            | Partito Cattolico | 14 novembre 1911  | 26 agosto 1922   |
|            |            | Arnold t'Kint de Roodenbeke (1853–1928) | Partito Cattolico | 14 novembre 1922  | 10 agosto 1928   |
|            |            | Charles Magnette (1853–1928)            | Partito Liberale  | 13 novembre 1928  | 28 ottobre 1932  |
|            |            | Emile Digneffe (1858–1937)              | Partito Liberale  | 27 dicembre 1932  | 11 agosto 1934   |
|            |            | Maurice Lippens (1875–1956)             | Partito Liberale  | 13 novembre 1934  | 13 aprile 1936   |
|            |            | Romain Moyersoen (1870–1967)            | Partito Cattolico | 1 luglio 1936     | 6 marzo 1939     |
|            |            | Robert Gillon (1884–1972)               | Partito Liberale  | 26 aprile 1939    | 8 novembre 1947  |
|            |            | Henri Rolin (1891–1973)                 | PSB               | 11 novembre 1947  | 6 novembre 1949  |
|            |            | Robert Gillon (1884–1972)               | Partito Liberale  | 8 novembre 1949   | 30 aprile 1950   |
|            |            | Paul Struye (1896–1974)                 | CVP/PSC           | 27 giugno 1950    | 12 marzo 1954    |
|            |            | Robert Gillon (1884–1972)               | Partito Liberale  | 5 maggio 1954     | 29 aprile 1958   |
|            |            | Paul Struye (1896–1974)                 | CVP/PSC CVP       | 24 giugno 1958    | 5 ottobre 1973   |
|            |            | Pierre Harmel (1911–2009)               | PSC               | 19 ottobre 1973   | 7 giugno 1977    |
|            |            | Robert Vandekerckhove (1917–1980)       | CVP               | 7 giugno 1977     | 23 febbraio 1980 |
|            |            | Edward Leemans (1926–1998)              | CVP               | 5 marzo 1980      | 8 novembre 1987  |
|            |            | Roger Lallemand (1932–2016)             | PS                | 10 marzo 1988     | 10 maggio 1988   |
|            |            | Lambert Kelchtermans (1929–)            | CVP               | 16 maggio 1988    | 10 ottobre 1988  |
|            |            | Frank Swaelen (1930–2007)               | CVP               | 11 ottobre 1988   | 14 giugno 1999   |
|            |            | Armand De Decker (1948–2019)            | PRL FDF MCC       | 14 giugno 1999    | 20 luglio 2004   |
|            |            | Anne-Marie Lizin (1949–2015)            | PS                | 20 luglio 2004    | 12 luglio 2007   |
|            |            | Armand De Decker (1948–2019)            | MR                | 12 luglio 2007    | 20 luglio 2010   |
|            |            | Danny Pieters (1956)                    | N-VA              | 20 luglio 2010    | 11 ottobre 2011  |
|            |            | Sabine de Bethune (1958)                | CD&V              | 11 ottobre 2011   | 14 ottobre 2014  |
|            |            | Christine Defraigne (1962)              | MR                | 14 ottobre 2014   | 3 dicembre 2018  |
|            |            | Jacques Brotchi (1948)                  | MR                | 14 dicembre 2018  | 4 luglio 2019    |
|            |            | Jean-Paul Wahl (1955)                   | MR                | 4 luglio 2019     | 18 luglio 2019   |
|            |            | Sabine Laruelle (1965)                  | MR                | 18 luglio 2019    | 13 ottobre 2020  |
|            |            | Stephanie D'Hose (1981)                 | Open VLD          | 13 ottobre 2020   | 25 luglio 2024   |
|            |            | Valérie De Bue (1966)                   | MR                | 25 luglio 2024    | 21 febbraio 2025 |
|            |            | Vincent Blondel (1965)                  | LE                | 21 febbraio 2025  | in carica        |